# August
 For alternative betydninger, se August (flertydig). (Se også artikler, som begynder med August)
August måned er opkaldt efter Augustus, romersk kejser. Ældre dansk navn er Høstmåned.
Det er en ofte hørt misforståelse at det er kejser Augustus som var skyld i, at august har 31 dage, ifølge denne legende fordi han ikke ville acceptere at måneden han omdøbte efter sig selv skulle blive kortere end juli, som var opkaldt efter hans forgænger og adoptivfar Julius Cæsar. Ændringen skyldes imidlertid ikke Augustus, men blev gennemført af Cæsar i år 45 f.Kr., hvor han forlængede måneden der oprindeligt havde 29 dage med to ekstra. Månedens oprindelige latinske navn var Sextilis

## August i Danmark

### Normaltal for august
- Middeltemperatur: 16,9 °C
- Nedbør: 82 mm
- Soltimer: 197

### Vejrrekorder for august måned
- 1885 - Den laveste lufttemperatur målt i august: -2,0 °C i Varde.
- 1891 – Den vådeste med hele 167 mm nedbør.
- 1902 – Den koldeste august med en middeltemperatur på 12,8 °C. Max- og minimumtemperaturen var hhv. 23,5 og 1,0 °C.
- 1947 – August 1947 satte 2 vejrrekorder. Det var både den solrigeste med hele 291 soltimer, og den tørreste med kun 10 mm nedbør.
- 1975 – Den højeste lufttemperatur nogensinde målt i Danmark. 36,4 °C i Holstebro (10. august).
- 1980 – Den solfattigste med kun 113 soltimer.
- 1997 – Den varmeste august med en middeltemperatur på 20,4 °C. Max- og minimumtemperaturen var hhv. 32,6 og 6,2 °C.

## Ekstern henvisning
- Dmi: Månedens vejr Arkiveret 30. juni 2007 hos  Wayback Machine